# سيغورد روستيد
سيغورد روستيد (بالنرويجية البوكمول: Sigurd Rosted)‏ (22 يوليو 1994 بأوسلو في النرويج - ) هو لاعب كرة قدم نرويجي في مركز الدفاع. لعب مع نادي ساربسبورغ 08 وKjelsås Fotball ‏.

## روابط خارجية
- سيغورد روستيد على موقع الاتحاد الأوربي (الإنجليزية)
- سيغورد روستيد على موقع اتحاد النرويج (النرويجية)
- سيغورد روستيد على موقع الدوري الأمريكي (الإنجليزية)
- سيغورد روستيد على موقع قاعدة بيانات كرة القدم.إي يو (الإنجليزية)
- سيغورد روستيد على موقع ناشيونال فوتبول تيمز (الإنجليزية)
- سيغورد روستيد على موقع Soccerway.com (الإنجليزية)